# 皆川賢太郎
皆川 賢太郎（みながわ けんたろう、1977年5月17日 - ）は、日本の元アルペンスキー選手。主に回転で活躍していた。関根学園高校から北照高校へ2年次編入後卒業、日本体育大学体育学部体育学科卒業（特別卒業認定）。1998年長野オリンピックを皮切りに、2002年ソルトレークシティオリンピック、2006年トリノオリンピック、2010年バンクーバーオリンピックと4大会連続日本代表として出場。元妻は元フリースタイルスキー・モーグル選手の上村愛子。

## 人物
新潟県南魚沼郡湯沢町出身。大学の後輩にトリノオリンピック代表吉岡大輔・佐々木明などがいる。
2008年〜2009年シーズン「チームアルビレックス新潟」、2009年〜2010年シーズン「株式会社竹村コーポレーションスキークラブ」、2011年〜2012年シーズン「株式会社ドームスキークラブ」、2013年〜2014年シーズン「株式会社プリンスホテル」に所属していた。
父の皆川賢治は、日本競輪学校第27期生の元競輪選手。父の従弟に同じく元競輪選手の皆川正。北海道小樽市にある北照高等学校卒業、日本体育大学出身。スキー及びブーツはアトミックを使用している。
2009年6月11日、モーグル選手の上村愛子と結婚した。
俳優の田村幸士とは学生時代にアルペンスキーを通じて親友となった。田村が社会人時代、スポーツマネジメント会社に就職し皆川のパートナーとしてマネジメントをおこなっていた。
2015年、全日本スキー連盟理事に就任。ソチオリンピック回転競技NHK解説。
2016年、アルペンスキー・ワールドカップ2016実行委員会副委員長に就任。FISアルペンスキー世界選手権NHK解説。全日本スキー技術選手権大会NHK解説。全日本スキー選手権大会アルペン競技大会NHK解説。
2017年、全日本スキー連盟常務理事、並びに強化部門トップとなる競技本部長に就任。日本オリンピック委員会（JOC）の選手強化常任委員に就任。
2018年、アルペンスキー・ワールドカップ2020実行委員会副委員長に就任。
2019年、ユニバーシアード冬季大会日本選手団団長に就任。
2020年、全日本スキー連盟常務理事、競技本部長を退任。
2021年、一般財団法人冬季産業再生機構会長、日本オリンピック委員会（JOC）選手強化事業専門部会サービスマネージャー、公益社団法人日本フェンシング協会理事、一般社団法人日本アーバンスポーツ支援協議会理事、 公益財団法人コーセー小林スポーツ財団理事、株式会社岩手ホテルアンドリゾート顧問兼スキー事業統括本部統括に就任。
業界や競技に捉われず、冬季産業、スポーツ産業の発展に尽力している。

## 来歴

### 1998年～2004年
1998年長野オリンピック代表、2002年ソルトレークシティオリンピック代表。
2000年2月、ワールドカップ・スラローム、オーストリア・キッツビュール大会で、ゼッケン60番から6位に入賞し、世界のトップスラローマーの仲間入りを果たした。同年3月、韓国・平昌郡龍平面大会でも6位に入賞している。
2000年、セストリエール大会で6位、2001年キッツビュール大会で8位、シュラトミング大会で10位、そしてサンクト・アントンでの世界選手権で10位と立て続けに好成績を残し、第1シード入りを果たす。日本人としては4人目の第1シード選手となった。
同年11月に足首を捻挫。その怪我を押して出場した、シュラドミング大会の2本目にベストタイムを獲得。日本人としては3人目のベストタイム獲得者となったものの、同シーズンの2002年3月、長野県・野沢温泉での大会中に左膝前十字靭帯断裂の大怪我を負う。
以降、2年間はアルペンスキー・ワールドカップに復帰しても2本目に残れないレースが続き低迷していた。

### 2004年～2013年
2005年～2006年シーズンのアルペンスキー・ワールドカップシリーズのスロベニア・クラニスカゴラ大会で7位に入り、再び上昇の兆しを見せていた。2006年の第5戦スイス・ヴェンゲン大会で自己最高の4位をマーク。シュラドミング大会でも6位に入り、輝きを取り戻した。
2006年トリノオリンピック・男子回転では1本目トップと0.07秒差の3位につけた。メダルを狙ってスタートした2本目、スタート直後にバックルが外れるというアクシデントがあったが、最後まで攻め続け、3位と0.03秒差の4位と僅かの差で日本人2人目のアルペン競技表彰台を逃したものの、7位の湯浅直樹とともに1956年コルチナ・ダンペッツオオリンピックの猪谷千春以来、50年ぶりの日本人選手の入賞となった（日本人が2人同時に入賞するのは史上初であった）。このことはフィギュア女子・荒川静香の金メダル獲得などで日本のメディアではあまり報道されなかったが、アルペンの本場のヨーロッパ圏では大きく報道された。この4位入賞により第1シードに復帰した。
オリンピック後、初のアルペンスキー・ワールドカップ・志賀高原大会で6位に入賞。
2006年、11月12日、ワールドカップ開幕戦のフィンランド・レヴィ大会で13位入賞。11月29日、アメリカで行なわれたワールドカップの1ランク下の大会、コンチネンタルカップ・北米カップで優勝した。しかし、12月8日、オーストリアで練習中に右膝前十字靭帯を損傷し、2006年〜2007年シーズンの残りは治療に専念することになった。
2010年バンクーバーオリンピックでは、スタート直後に棄権となり、2回目の滑走には進めなかった。
2010年バンクーバーオリンピック直後、現役続行を表明し、2011年〜2012年シーズンより実戦復帰を果たし、2012年〜2013年シーズンはFar East Cupで総合優勝を果たす。

### 2014年～
2014年1月、アルペンスキーヤーを引退。
2014年12月、苗場プリンスホテル内に『鮨 みながわ』をグランドオープン。
2015年10月、全日本スキー連盟常務理事に就任。
2016年10月、アルペンスキー・ワールドカップ2016実行委員会副委員長に就任。
2017年6月、全日本スキー連盟競技本部長に就任。8月、日本オリンピック委員会（JOC）の選手強化常任委員に就任。
2017年12月、苗場プリンスホテル内に『NAEBA1961.com』をグランドオープン。
2018年9月、アルペンスキー・ワールドカップ2020実行委員会副委員長に就任。
2019年3月、ユニバーシアード冬季大会日本選手団団長に就任。

## 主な戦歴
- 2000年〜2001年
  - ワールドカップ男子回転 総合 18位
  - 世界選手権男子回転 10位
- 2001年〜2002年
  - ソルトレークシティオリンピック男子回転 出場
- 2004年〜2005年
  - ワールドカップ男子回転 第8戦 7位入賞
  - ワールドカップ男子回転 総合 21位
- 2005年〜2006年
  - トリノオリンピック男子回転 4位
  - ワールドカップ男子回転 第5戦 4位入賞
  - ワールドカップ男子回転 第7戦 6位入賞
  - ワールドカップ男子回転 第10戦 7位入賞
  - ワールドカップ男子回転 総合 10位（第一シードに復帰）
- 2006年〜2007年
  - ワールドカップ男子回転 第1戦 13位
- 2008年〜2009年
  - コンチネンタルカップ（志賀高原）優勝
  - 全日本選手権（野沢温泉）優勝
- 2009年〜2010年
  - バンクーバーオリンピック男子回転 出場
- 2011〜2012年
  - Far East Cup男子回転 3戦にて優勝
- 2012〜2013年
  - Far East Cup男子回転 年間総合優勝

## 受賞
- JOCスポーツ賞・年度賞 特別功労賞
- SAJ優秀選手表彰
- 新潟県スポーツ賞
- 新潟日報スポーツ大賞
- 北海道新聞スポーツ賞